# Rumont (Meuse)
Pour les articles homonymes, voir Rumont.
Rumont est une commune française située dans le département de la Meuse, en région Grand Est.
Ses habitants sont appelés les Rumontois.

## Géographie

### Localisation
Lieu-dit : Petit-Rumont.

### Communes limitrophes
Les communes limitrophes sont : Érize-la-Brûlée, Érize-Saint-Dizier, Seigneulles, Naives-Rosières.
| Seigneulles     | Érize-la-Brûlée    | Érize-la-Brûlée    |
| Seigneulles     | Rumont             | Érize-la-Brûlée    |
| Naives-Rosières | Érize-Saint-Dizier | Érize-Saint-Dizier |

### Hydrographie
La commune est traversée par la ligne de partage des eaux entre les régions hydrographiques « la Seine de sa source au confluent de l'Oise (exclu) » et « la Seine du confluent de l'Oise (inclus) à l'embouchure » au sein du bassin Seine-Normandie. Elle est drainée par l'Ezrule,.
L'Ezrule, d'une longueur de 18 km, prend sa source dans la commune de Érize-Saint-Dizier et se jette  dans l'Aire à Chaumont-sur-Aire, après avoir traversé six communes. 

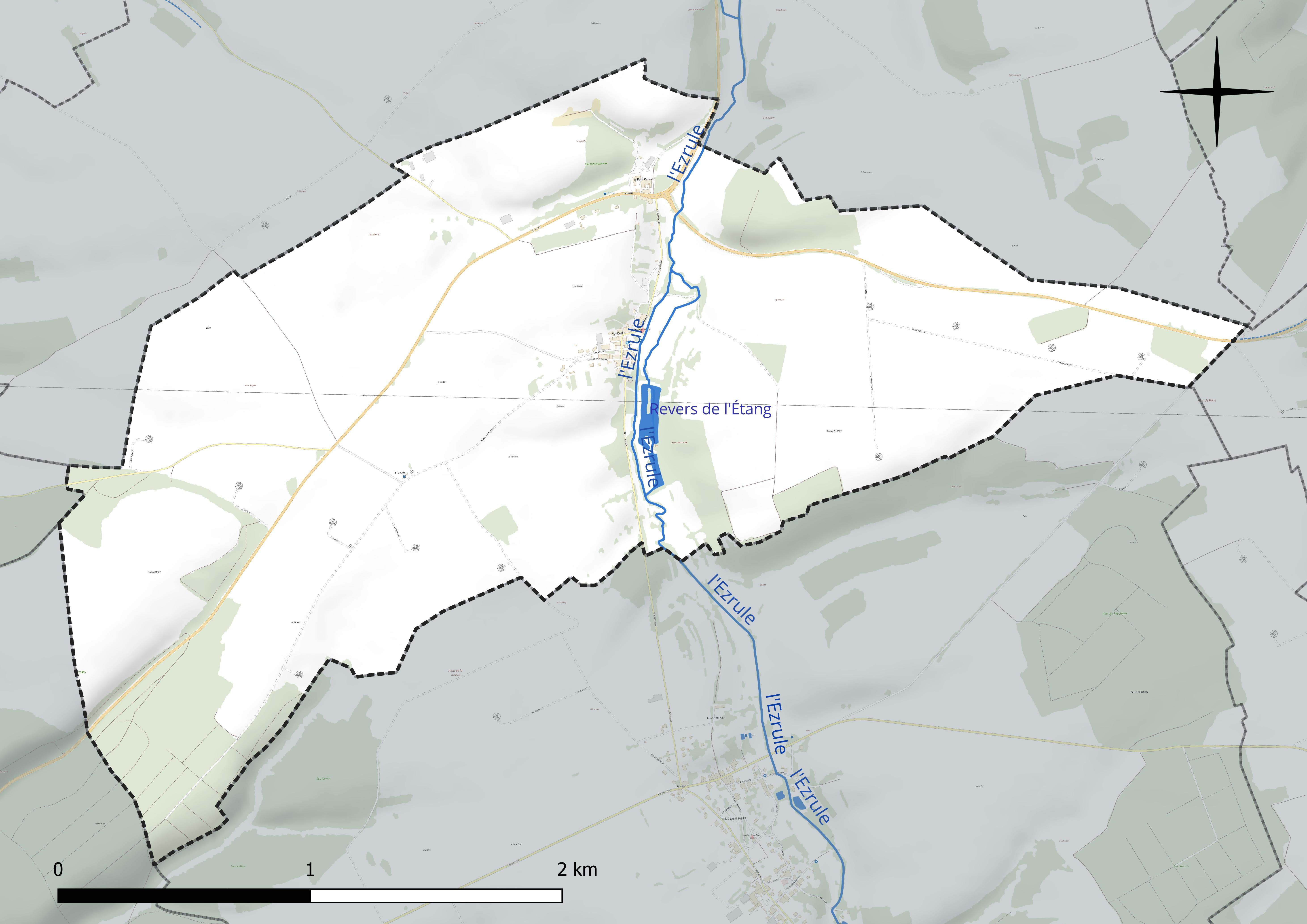
Réseau hydrographique de Rumont.

Un plan d'eau complète le réseau hydrographique : Revers de l'étang (1,6 ha),.

### Climat
Pour des articles plus généraux, voir Climat du Grand Est et Climat de la Meuse.
En 2010, le climat de la commune est de type climat de montagne, selon une étude du Centre national de la recherche scientifique s'appuyant sur une série de données couvrant la période 1971-2000. En 2020, Météo-France publie une typologie des climats de la France métropolitaine dans laquelle la commune est exposée à un climat océanique altéré et est dans la région climatique  Lorraine, plateau de Langres, Morvan, caractérisée par un hiver rude (1,5 °C), des vents modérés et des brouillards fréquents en automne et hiver. 
Pour la période 1971-2000, la température annuelle moyenne est de 9,5 °C, avec une amplitude thermique annuelle de 16,1 °C. Le cumul annuel moyen de précipitations est de 1 082 mm, avec 14,1 jours de précipitations en janvier et 9,8 jours en juillet. Pour la période 1991-2020, la température moyenne annuelle observée sur la station météorologique de Météo-France la plus proche, « Behonne_sapc », sur la commune de Behonne à 8 km à vol d'oiseau, est de 11,0 °C et le cumul annuel moyen de précipitations est de 855,7 mm. 
La température maximale relevée sur cette station est de 40,4 °C, atteinte le 25 juillet 2019 ; la température minimale est de −16,4 °C, atteinte le 20 décembre 2009,,. 
Les paramètres climatiques de la commune ont été estimés pour le milieu du siècle (2041-2070) selon différents scénarios d'émission de gaz à effet de serre à partir des nouvelles projections climatiques de référence DRIAS-2020. Ils sont consultables sur un site dédié publié par Météo-France en novembre 2022.

## Urbanisme

### Typologie
Au 1er janvier 2024, Rumont est catégorisée commune rurale à habitat dispersé, selon la nouvelle grille communale de densité à sept niveaux définie par l'Insee en 2022.
Elle est située hors unité urbaine. Par ailleurs la commune fait partie de l'aire d'attraction de Bar-le-Duc, dont elle est une commune de la couronne,. Cette aire, qui regroupe 86 communes, est catégorisée dans les aires de 50 000 à moins de 200 000 habitants,.

### Occupation des sols
L'occupation des sols de la commune, telle qu'elle ressort de la base de données européenne d’occupation biophysique des sols Corine Land Cover (CLC), est marquée par l'importance des territoires agricoles (89,4 % en 2018), une proportion identique à celle de 1990 (89,4 %). La répartition détaillée en 2018 est la suivante : 
terres arables (72 %), prairies (17,4 %), forêts (10,6 %). L'évolution de l’occupation des sols de la commune et de ses infrastructures peut être observée sur les différentes représentations cartographiques du territoire : la carte de Cassini (XVIIIe siècle), la carte d'état-major (1820-1866) et les cartes ou photos aériennes de l'IGN pour la période actuelle (1950 à aujourd'hui).

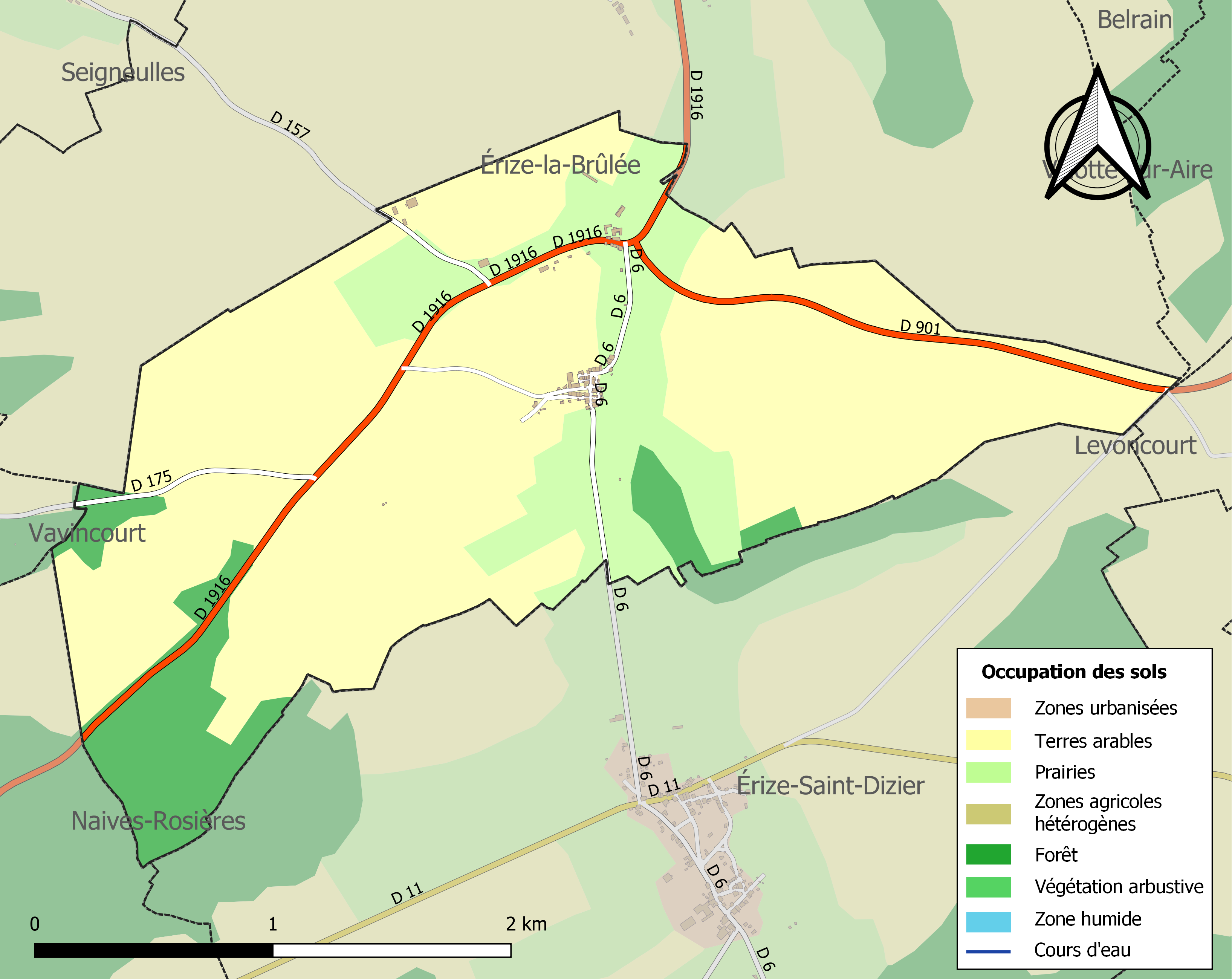
Carte des infrastructures et de l'occupation des sols de la commune en 2018 (CLC).

## Toponymie
Le nom de la localité est attesté sous les formes Romont (1163) ; Rumons (1402) ; Rutmont (1468) ; Reumont (1656) ; Rumontium (1711) ; Roumont (1790).
Il s'agit d'une formation toponymique médiévale en -mont « élévation, colline, mont », dont le premier élément Ru- représente un nom de personne, peut-être le nom germanique Hrodo, à moins d'y voir conjecturellement l'anthroponyme germanique Hrodmund (Rotmundus) pris absolument comme dans Romont (Vosges, Rotmundo 1057 ; Romunt 1193 ; Romont 1269).
La commune de Rumont est constituée du village et du hameau de Saint-Hippolyte, désormais appelé « Petit-Rumont ».

## Histoire
L'activité principale est traditionnellement l'agriculture, une importante fromagerie fabriquait à Petit-Rumont des fromages à pâte molle façon brie et coulommiers. Vers le milieu du XIXe siècle, la commune comptabilise près d'une cinquantaine d'habitants.
Pendant la Première Guerre mondiale, cette commune joue un rôle important : elle est située sur le croisement de la Voie sacrée et de la route de Saint-Mihiel. Le village est menacé notamment par les combats de septembre 1914. En 1916, Rumont est un lieu de passage et de séjours des nombreuses troupes se dirigeant vers Verdun.

## Politique et administration

### Liste des maires

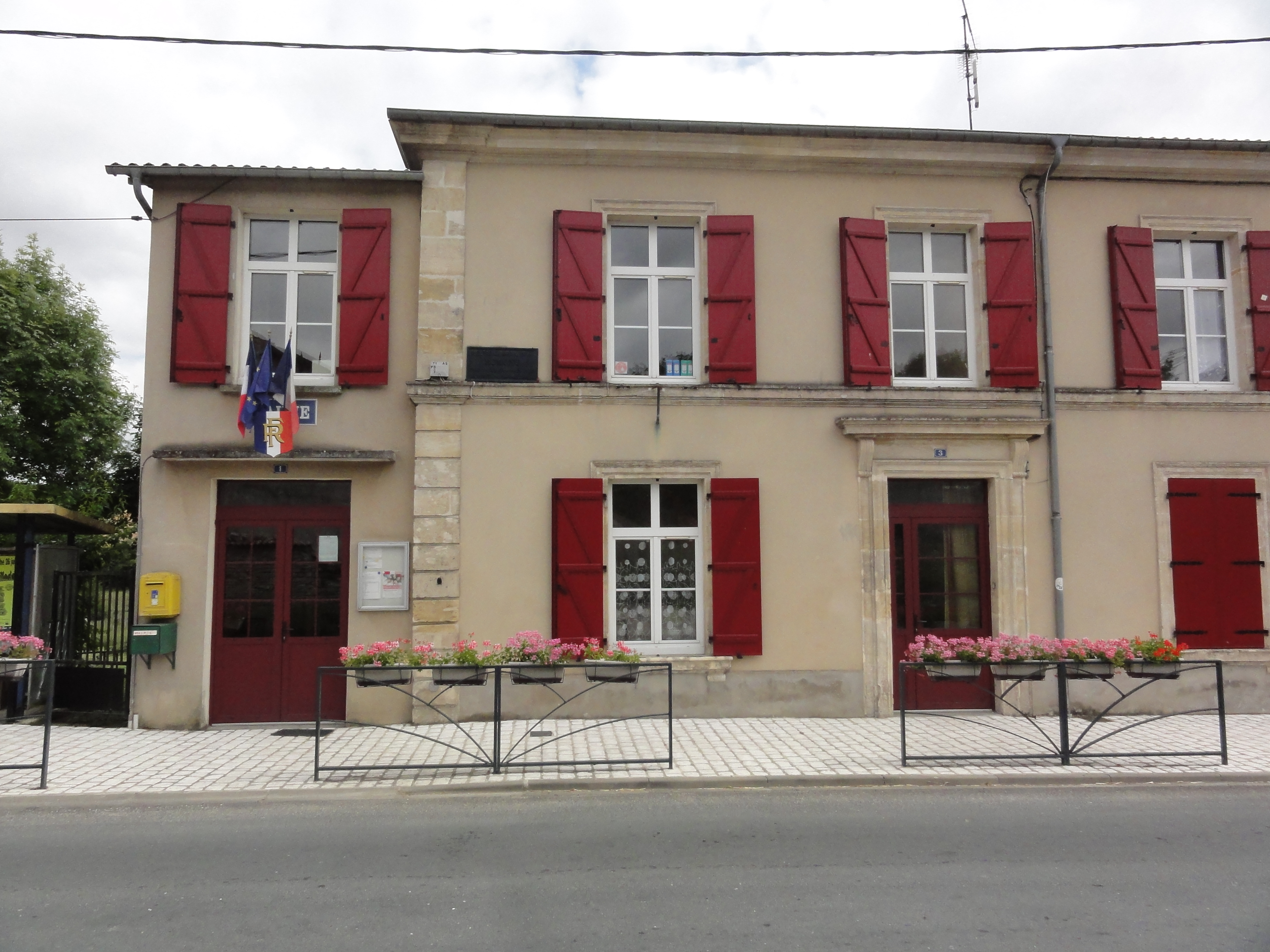
La mairie.

| Période                                  | Période                      | Identité                                       | Étiquette | Qualité |
| ---------------------------------------- | ---------------------------- | ---------------------------------------------- | --------- | ------- |
| Les données manquantes sont à compléter. |                              |                                                |           |         |
| mars 1971                                | mars 1989                    | Jean Dutour                                    |           |         |
| mars 1989                                | mars 2001                    | Bernard Labat                                  |           |         |
| mars 2001                                | mars 2008                    | Thierry Geoffroy                               | DVD       |         |
| mars 2008                                | En cours (au 3 juillet 2020) | Alexandre Aubry Réélu pour le mandat 2020-2026 |           |         |

### Politique environnementale
Le parc éolien de Beauregard, mis en service en octobre 2006 par Maïa Eolis, est situé sur le territoire de la commune et celui voisin de Vavincourt. Composé de 7 éoliennes, il développe une puissance totale de 14,35 MW et produit 24,1 GWh par an,. Le parc éolien de Haut de Bâne, mis en service au même moment par le même prestataire, est situé sur le territoire de la commune et celui voisin d'Érize-Saint-Dizier. Composé de six éoliennes, il développe une puissance totale de 12 MW et produit 22,6 GWh par an,.

## Population et société

### Démographie
L'évolution du nombre d'habitants est connue à travers les recensements de la population effectués dans la commune depuis 1793. Pour les communes de moins de 10 000 habitants, une enquête de recensement portant sur toute la population est réalisée tous les cinq ans, les populations de référence des années intermédiaires étant quant à elles estimées par interpolation ou extrapolation. Pour la commune, le premier recensement exhaustif entrant dans le cadre du nouveau dispositif a été réalisé en 2005.

En 2022, la commune comptait 84 habitants, en évolution de −3,45 % par rapport à 2016 (Meuse : −4,4 %, France hors Mayotte : +2,11 %).
| 1793 | 1800 | 1806 | 1821 | 1831 | 1836 | 1841 | 1846 | 1851 |
| ---- | ---- | ---- | ---- | ---- | ---- | ---- | ---- | ---- |
| 151  | 148  | 146  | 139  | 136  | 137  | 127  | 128  | 149  |

| 1856 | 1861 | 1866 | 1872 | 1876 | 1881 | 1886 | 1891 | 1896 |
| ---- | ---- | ---- | ---- | ---- | ---- | ---- | ---- | ---- |
| 161  | 152  | 140  | 138  | 143  | 145  | 135  | 149  | 133  |

| 1901 | 1906 | 1911 | 1921 | 1926 | 1931 | 1936 | 1946 | 1954 |
| ---- | ---- | ---- | ---- | ---- | ---- | ---- | ---- | ---- |
| 137  | 122  | 121  | 110  | 109  | 123  | 120  | 128  | 146  |

| 1962 | 1968 | 1975 | 1982 | 1990 | 1999 | 2005 | 2006 | 2010 |
| ---- | ---- | ---- | ---- | ---- | ---- | ---- | ---- | ---- |
| 127  | 102  | 98   | 96   | 103  | 87   | 95   | 98   | 97   |

| 2015 | 2020 | 2022 | - | - | - | - | - | - |
| ---- | ---- | ---- | - | - | - | - | - | - |
| 87   | 86   | 84   | - | - | - | - | - | - |

## Culture locale et patrimoine

### Lieux et monuments
- Église Saint-Hippolyte (XVIe siècle - 1753).

Le chœur et une travée de la nef constituent les éléments conservés de l'édifice du XVIe siècle. L'église fut reconstruite en 1753. Elle possède un autel sculpté dans la pierre en demi-relief, qui comporte treize niche avec arcatures polylobées ornées de galbes et de fleurons.

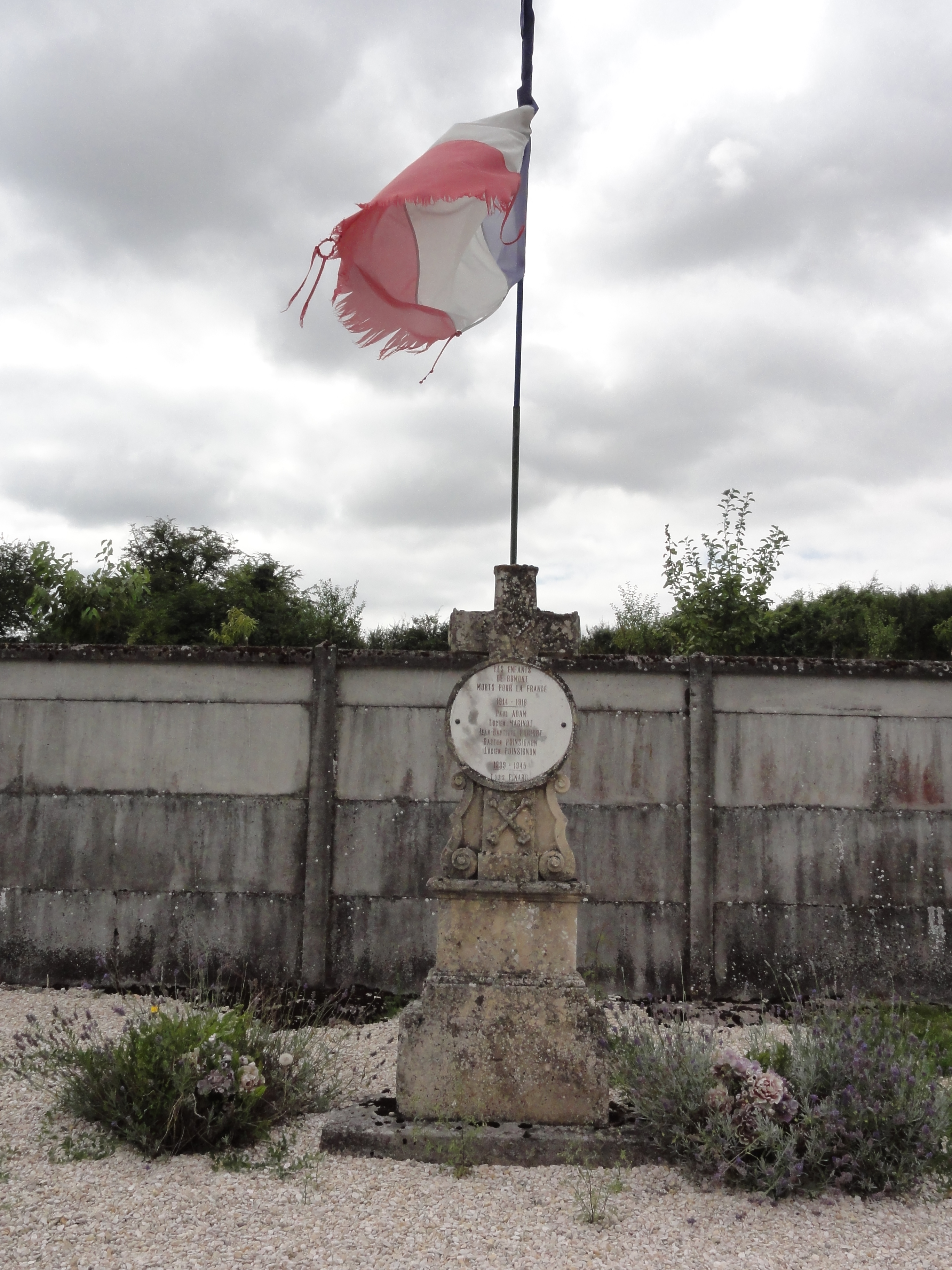
Monument aux morts.
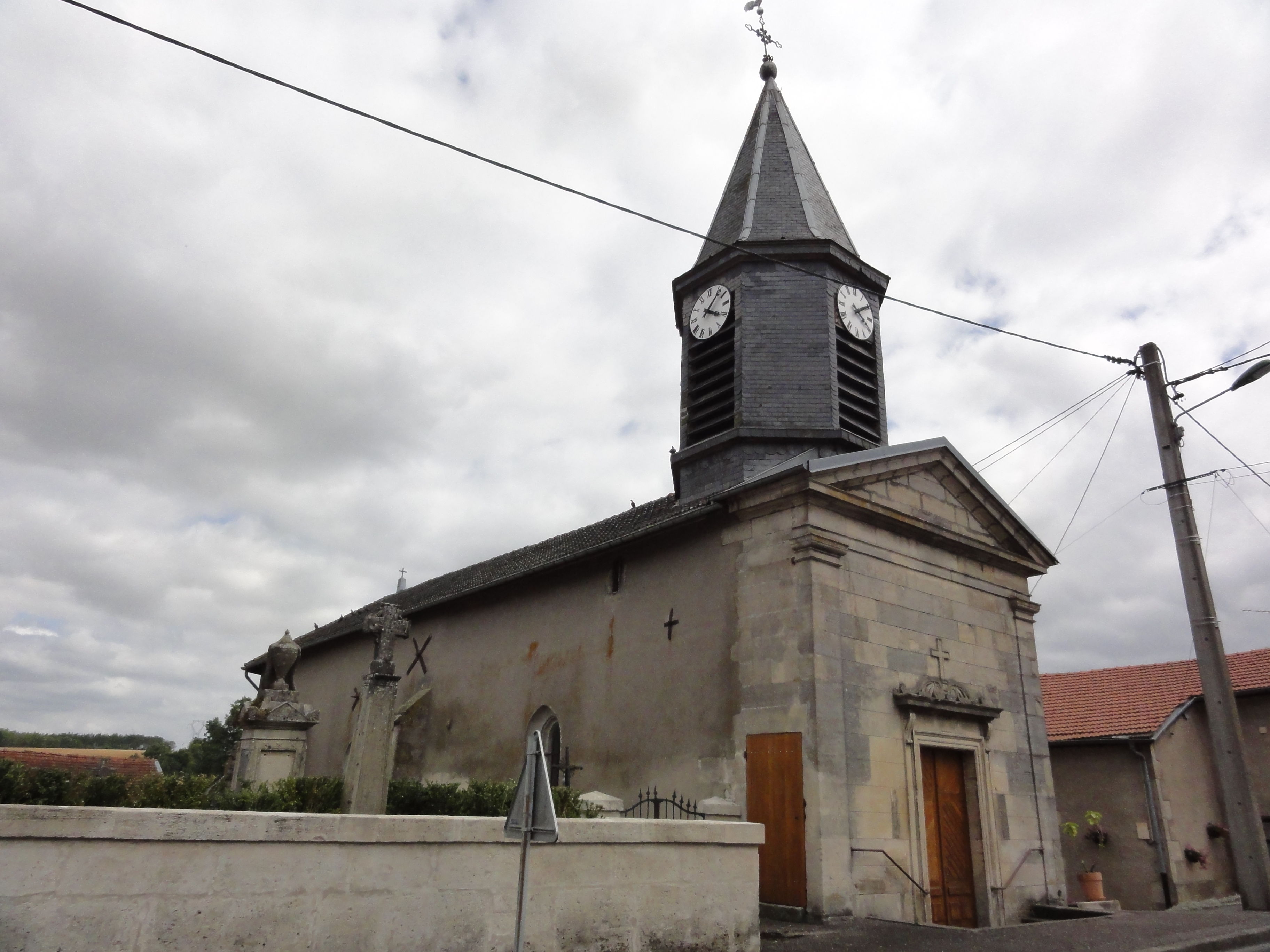
L'église.

### Héraldique
| Blason de Rumont | Blason  | Coupé-vouté : au 1er d'or au cheval gai de gueules, au 2e d'azur au lambel d'argent soutenu par une trangle ondée d'or. |
| Blason de Rumont | Détails | Création de R.A. Louis avec les conseils de la Commission Héraldique de l'UCGL. Adopté par la commune en décembre 2014. |